# Acétoacétyl-coenzyme A
L’acétoacétyl-coenzyme A, abrégée en acétoacétyl-CoA, est le thioester de l'acide acétylacétique avec la coenzyme A. Elle est issue de l'acétyl-CoA par action de l'acétyl-CoA C-acétyltransférase, ou β-cétothiolase, et donne l'HMG-CoA sous l'action de l'HMG-CoA synthase dans la voie du mévalonate, essentielle à la biosynthèse du cholestérol. Elle joue un rôle semblable dans la biosynthèse des corps cétoniques par le foie (cétogenèse).

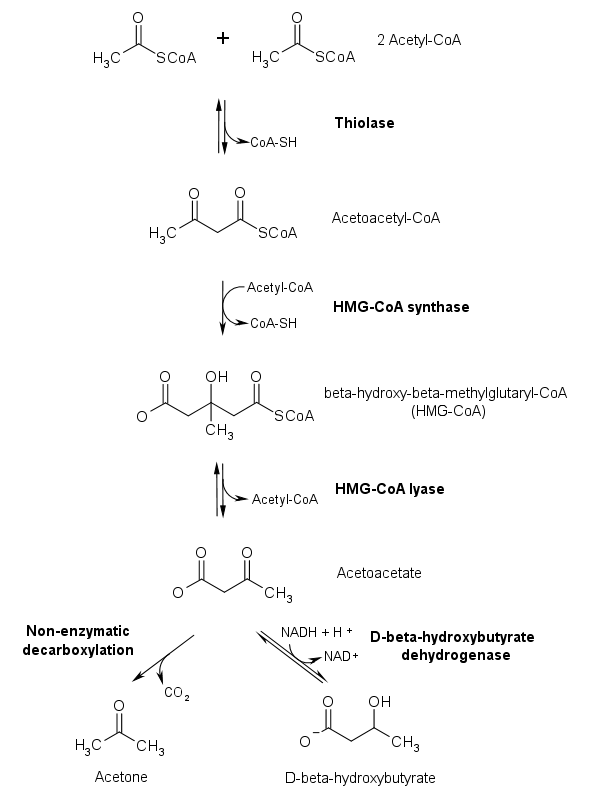
Réactions de la cétogenèse.

Dans la biosynthèse de la leucine, elle dérive de l'HMG-CoA par la réaction inverse de celle catalysée par l'HMG-CoA synthase dans la voie du mévalonate.